# マイク・ロンゴ
マイク・ロンゴ（Mike Longo）として知られた、マイケル・ジョセフ・ロンゴ（Michael Josef Longo、1937年3月19日 - 2020年3月22日）は、アメリカ合衆国のジャズ・ピアニスト、作曲家、著作家。

## 生い立ち
ロンゴは、オハイオ州シンシナティで、音楽をたしなむ両親のもとに生まれた。父はベースを演奏し、母は教会でオルガンを弾いており、彼は幼いうちから音楽の手ほどきを受けた。後年マイクは、シュガー・チリ・ロビンソンがブギウギ・ピアノを演奏するのを見たときのことを、「彼を初めて見て、ノックアウトされたよ。そのとき3歳か4歳だったはずだけど。彼は、カウント・ベイシーのショーの後に演奏していたんで、すぐに家に帰って、ブギウギのベースラインを真似し始めたんだ。」と語っていた。彼の両親は、正式な音楽教育を受けさせるために、4歳でシンシナティ音楽院に入学させた。その後、程なくしてフロリダ州フォートローダーデールへ移り住んだ。

## 経歴
ロンゴのキャリアは、15歳で父親のバンドで演奏することから始まったが、やがて高校に音楽の指導に来ていたキャノンボール・アダレイに見出されて、共演するようになった。アダレイとの関係は、アダレイがバンドリーダーとして活動するようになる前から始まっていた。ロンゴの父は、当時としては例外的なことに、黒人である無名時代のアダレイを、自身のバンドに加えていた。アダレイは、自分が属していた教会における演奏にピアニストが必要で、ロンゴに近づいたのであった。当時、町では人種隔離が広くおこなわれており、白人であるロンゴが、黒人教会で演奏していたというのは尋常なことではなかった。やがて1950年代に、アダレイとレコーディングをするようになったが、その時点ではアダレイと一緒にクラブに出向くにはまだ若すぎた。ロンゴは、後に映画『ポーキーズ』に描かれたストリップ小屋のモデルとなった「Porky’s Hideaway,」で演奏していた。その後ロンゴは、ウェスタン・ケンタッキー大学でクラシック音楽のピアノ演奏を学び、1959年に学士 (BA) を得て卒業した。
大学卒業後、ロンゴはニューヨークへ移り、1960年代に入ると、ロンゴはマイク・ロンゴ・トリオ (Mike Longo Trio) を結成し、その後42年間活動し続けた。また、一時期にはナンシー・ウィルソンの伴奏者を務めていた。。
ディジー・ガレスピーは、ニューヨークのホテル・メトロポールでロンゴの演奏を聴いていた。「下の階でレッド・アレンと演奏していたら、そのとき上の階でやってたのがディジーのバンドだった。だから、彼が休憩で外に出たいときは、階段を降りてきて俺たちが演奏しているとこを通り抜けなきゃならなかったわけさ。通りの反対側にカッパー・レール (Copper Rail) って店があって、ソウルフードのレストランでバーを兼ねてたが、メトロポールで演奏していた連中はみんな通ってた。そうこうしているうちに、ディジーが、音楽家の労働組合（アメリカ音楽家協会）の雑誌『International Musician』から将来有望な若手は誰かって尋ねられて、俺の名前を挙げてくれたわけ。」ロンゴは、若い頃からオスカー・ピーターソンのファンであり、1961年から1962年にかけて、ピーターソンから直接指導を受けた。「テクニックやタッチという面では、俺は手首を固定して腕を使うテクニックに頼ってた。ピーターソンから学んだのは、どのようにピアノを弾くか、いかにしてジャズ・ピアニストになるか、この楽器で奏でるテクスチャー、ヴォイシング、タッチ、タイミング、コンセプト、音色さ。」
ガレスピーが一時離れていたメトロポールに復帰した頃、最初の妻との離婚で落ち込んでいたロンゴは、ロイ・エルドリッジと組んでエンバー・ウェスト (Embers West) でのギグを始めていた。エルドリッジは、ロンゴがポール・チェンバースと一緒に演奏しているところにガレスぴーを連れてきた。その翌日、ガレスぴーはロンゴを雇った。ロンゴは、ディジー・ガレスピー・クインテット (Dizzy Gillespie Quintet) の音楽監督となり、後にはガレスピーによって、ディジー・ガレスピー・オールスター・バンド (Dizzy Gillespie All-Star Band) のピアニストに抜擢された。1966年以降のロンゴの音楽的キャリアは、ガレスピーと結びつくことになった。1969年には、ガレスピーのグループの一員として来日した。
1970年から1972年にかけて、ロンゴは最晩年のホール・オーヴァートンから作曲の個人指導を受けた。1980年に作曲した『A World of Gillespie』は、ガレスピー自身によってデトロイト交響楽団との共演により演奏された。
ガレスピーの死去後、ロンゴは、ガレスピーが帰依していたバハイ教の活動拠点「バハーイー・センター (Baha'i Center)」におけるガレスピーを讃える毎週のジャズ・セッションを始めた。ガレスピー同様、ロンゴもバハイ教の信者であった。ロンゴはまた、マスター・クラス (master class) の教鞭も執り、ジャズ・ミュージシャンの卵たち、アダム・ラファティ、ネイト・アンダーソン (Nate Andersen)、ジョン・オーストリア (John Austria) らを育てた。ロンゴのビッグ・バンドであるニューヨーク・ステート・オブ・ジ・アート・ジャズ・アンサンブル (New York State of the Art Jazz Ensemble) は、活動は断続的ながら、若手ミュージシャンたちに実演の舞台に立つ機会を、聴衆には手頃な料金でジャズを聴く機会を提供している。ロンゴにとって大きな使命だったのは、ジャズを教授する過程における徒弟制度的な師弟関係の再構築であった。「ジャズの教育が重要であることは理解しているし、この分野がうまくいっていることも分かるんだが、ジャズを教える場では、実際にはもっぱら録音されたものをコピーしているだけというのがトレンドで、実はジャズの演奏方法を習っていないんじゃないか。」

## 受賞、栄誉
マイク・ロンゴは、1955年にはフォートローダーデール交響楽団、1959年にはダウンビートの殿堂から、それぞれ奨学金を受け、1972年には全米芸術基金からの資金提供を受けた。2002年には、ウェスタン・ケンタッキー大学のウォール・オブ・フェイム（Wall of Fame) に加えられた。

## 病死
ロンゴは、83歳の誕生日を迎えた3日後の2020年3月23日に、マンハッタンで、かねてから患っていた病とCOVID-19 の合併症により死去した。

## ディスコグラフィ

### リーダー・アルバム（共同名義を含む）
- A Jazz Portrait of Funny Girl (1962年、Clamike)
- 『ジ・アウェイクニング』 - The Awakening (1972年、Mainstream)
- 『マトリックス』 - Matrix (1972年、Mainstream)
- 『ファンキア』 - Funkia (1974年、Groove Merchant)
- 『900シェアズ・オブ・ザ・ブルース』 - 900 Shares of the Blues (1974年、Groove Merchant)
- 『トーク・ウィズ・ザ・スピリッツ』 - Talk with the Spirits (1976年、Pablo)
- Jazzberry Patch (1977年、JPB)
- Solo Recital (1981年、Consolidated Artists)
- The Earth Is But One Country (1990年、Consolidated Artists)
- I Miss You John (1995年、Consolidated Artists)
- New York '78 (1996年、Consolidated Artists)
- Dawn of a New Day (1997年、Consolidated Artists)
- Live Detroit International Jazz Festival (2003年、Consolidated Artists)
- To My Surprise (2011年、Consolidated Artists)
- Live from New York! (2013年、Consolidated Artists)

### サイドマンとしての参加アルバム
ディジー・ガレスピー
- 『スイング・ロウ、スイート・キャデラック』 - Swing Low, Sweet Cadillac (1967年、Impulse!)
- 『ディジー・ガレスピー・イン・ベルリン』 - The Dizzy Gillespie Reunion Big Band (1968年、MPS)
- 『ザ・リアル・シング』 - The Real Thing (1969年、Perception)
- 『ポートレート・オブ・ジェニー』 - Portrait of Jenny (1970年、Perception)

リー・コニッツ
- 『シカゴ・アンド・オール・ザット・ジャズ』 - Chicago 'n All That Jazz (1975年、Groove Merchant)